# Laxå község
Laxå község (svédül: Laxå kommun) Svédország 290 községének egyike. 
A mai község 1967-ben jött létre.

## Települései
A községben 7 település található:
| Település  | Népesség | Megjegyzés         |
| ---------- | -------- | ------------------ |
| Laxå       |          | a község székhelye |
| Röfors     |          |                    |
| Hasselfors |          |                    |
| Porla      |          |                    |
| Finnerödja |          |                    |
| Tived      |          |                    |
| Tivedstorp |          |                    |

### Külső hivatkozások
- Hivatalos honlap